# Великосуходольский сельский совет
Великосуходольский сельский совет (укр. Великосуходільська сільська рада) — административно-территориальная единица в составе Краснодонского района Луганской области Украины.
Административный центр сельского совета находится в с. Великий Суходол.

## Населённые пункты совета
- с. Беленькое
- с. Великий Суходол
- с. Малый Суходол
- с. Подгорное
- с. Поповка

## Адрес сельсовета
94466, Луганська обл., Краснодонський р-н, с. Великий Суходіл, вул. Центральна, 62а; тел. 7-75-57  (укр.)